# Pavlovo
Pavlovo (en russe : Павлово), communément appelé Pavlovo-sur-l'Oka (Павлово-на-Оке), est une ville de l'oblast de Nijni Novgorod, en Russie, et le chef-lieu administratif du raïon de Pavlovo. Sa population s'élevait à 59 511 habitants en 2013.

## Géographie
| - OpenStreetMap Limite de la ville. |

Pavlovo est située sur la rivière Oka, un affluent de la Volga, à 70 km — 80 km par la route — au sud-ouest de Nijni Novgorod et à 342 km — 382 km par la route — à l'est de Moscou.

## Histoire
Au XVIIe siècle, Pavlovo est un village faisant partie du domaine du tsar. Au XVIIIe siècle, l'agglomération devient un bourg réputé pour son commerce et ses artisans en particulier dans le domaine de la coutellerie. Pavlovo acquiert le statut de ville en 1919.

## Population
Recensements (*) ou estimations de la population
| 1897*  | 1939*  | 1959*  | 1970*  | 1979*  |
| ------ | ------ | ------ | ------ | ------ |
| 12 000 | 32 414 | 47 890 | 63 240 | 68 353 |

| 1989*  | 2002*  | 2010*  | 2012   | 2013   |
| ------ | ------ | ------ | ------ | ------ |
| 71 534 | 64 814 | 60 598 | 59 967 | 59 511 |

| 2021   | - | - | - | - |
| ------ | - | - | - | - |
| 57 116 | - | - | - | - |

## Économie
La principale entreprise de la ville est l'usine d'autobus PAZ (en russe : Павловский автобусный завод, Pavlovski avtobousny zavod), fondée en 1930 comme filiale de l'Usine automobile de Gorki (GAZ) et spécialisée dans la fabrication d'autobus depuis 1952.
Il existe par ailleurs des entreprises de métallurgie, une usine d'instruments médicaux ainsi que des entreprises du secteur agroalimentaire.

## Transports
Pavlovo est le terminus d'une ligne de chemin de fer à voie unique la reliant à Nijni Novgorod.

## Culture
Pavlovo dispose d'un musée d'histoire, installé dans l'ancien hôtel particulier du marchand Gomouline (seconde moitié du XIXe siècle).

## Personnalités
- Nikolaï Albov (1866-1897), botaniste, y est né.
- Dmitri Pavlov (1897-1941), général de l’armée soviétique, y est né.
- Vadim Sorokine (né en 1956), homme d'affaires russe y est né.